# Sant Mateu d'Agulló
Sant Mateu d'Agulló és una església d'Àger (Noguera) inclosa a l'Inventari del Patrimoni Arquitectònic de Catalunya.

## Descripció
Temple de planta rectangular amb porta a ponent, d'arc de mig punt. Òcul d'il·luminació del cor, campanar de cadireta de dues plantes amb tres obertures i dues campanes a la façana principal, que ha estat arrebossada i blanquejada.
La coberta superior de teula àrab i la part superior van ser reconstruïts.
Els murs són de carreus reblats.

## Història
A finals del segle xix el creixement urbà ultrapassà les muralles del castell.